# Gaetano Calvi
Gaetano Bernardo Pio Alberto Calvi (Mede, 28 febbraio 1849 – Casale Monferrato, 5 giugno 1915) è stato un avvocato, giornalista e politico italiano.

## Biografia
Originario di una famiglia modesta, era un avvocato civilista, particolarmente specializzato nelle cause relative alla derivazione delle acque, e un giornalista pubblicista, direttore del periodico "Il censore universale dei teatri".
Fu eletto deputato il 25 luglio del 1886 nel collegio elettorale plurinominale di Pavia I, ivi rieletto nel 1890 e successivamente nel collegio uninominale di Sannazzaro de' Burgondi per sei legislature. Non si ripresentò nelle elezioni 1913 essendo in predicato di essere nominato senatore, come avvenne il 6 dicembre di quell'anno. Politicamente appartenne costantemente alla maggioranza governativa.